# Centralbron

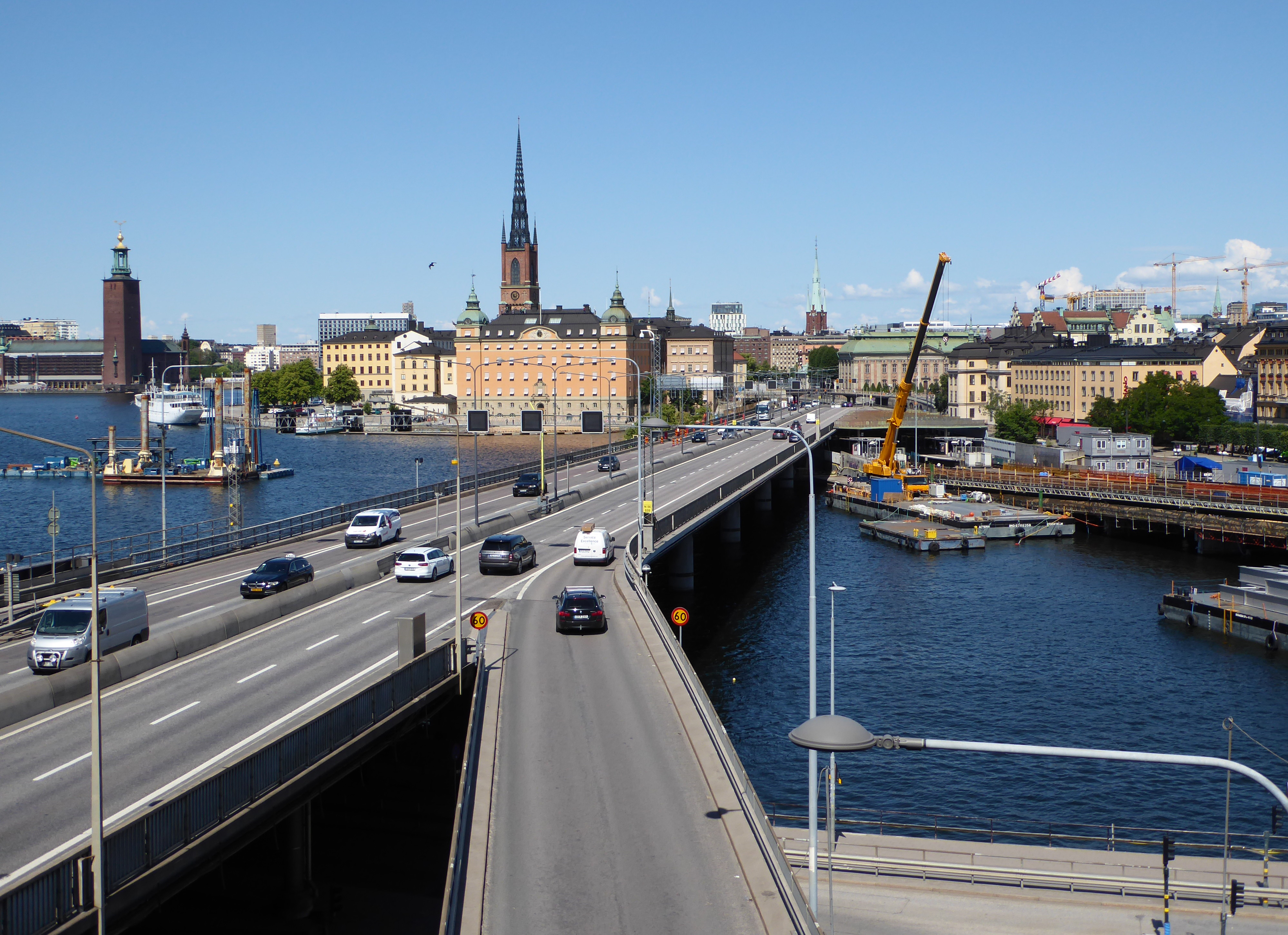
Die Südbrücke aus Richtung Södermalm, mit Blick auf Gamla Stan und Riddarholmen.

Centralbron (deutsch Zentralbrücke) ist eine der wichtigsten Straßenverbindungen im Zentrum der schwedischen Hauptstadt Stockholm. Sie verbindet sechsspurig die Stadtteile Norrmalm und Södermalm über die Inseln Gamla Stan (Altstadt) und Riddarholmen miteinander. Sie besteht aus zwei Abschnitten, der Nordbrücke vom Hauptbahnhof nach Gamla Stan und der Südbrücke von Gamla Stan bis zum Söderledstunneln.

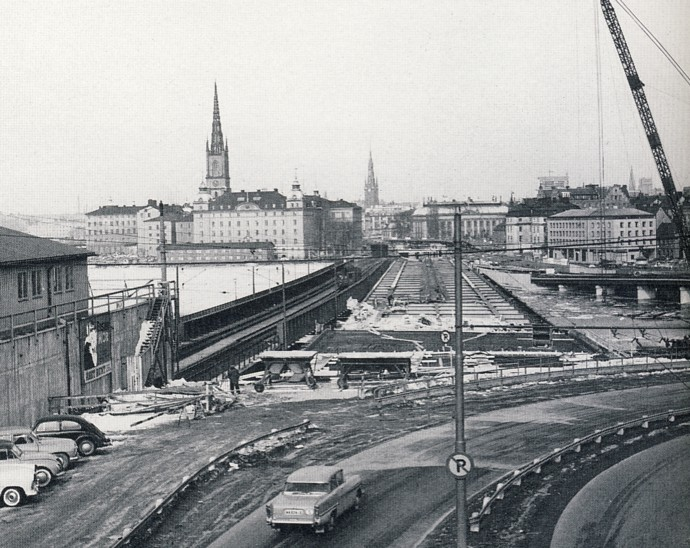
Die Südbrücke im Bau, 1958

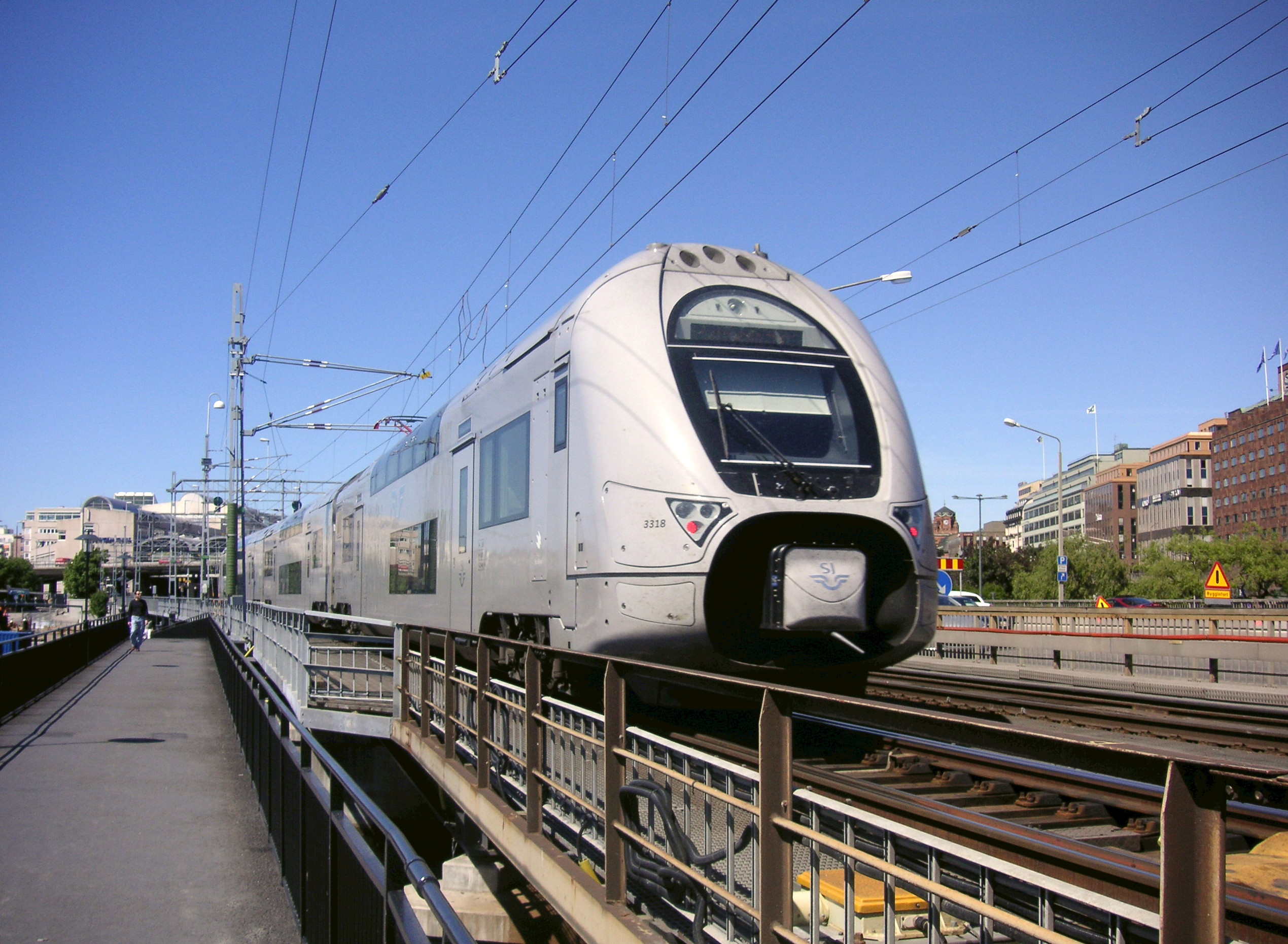
Die Eisenbahnbrücke

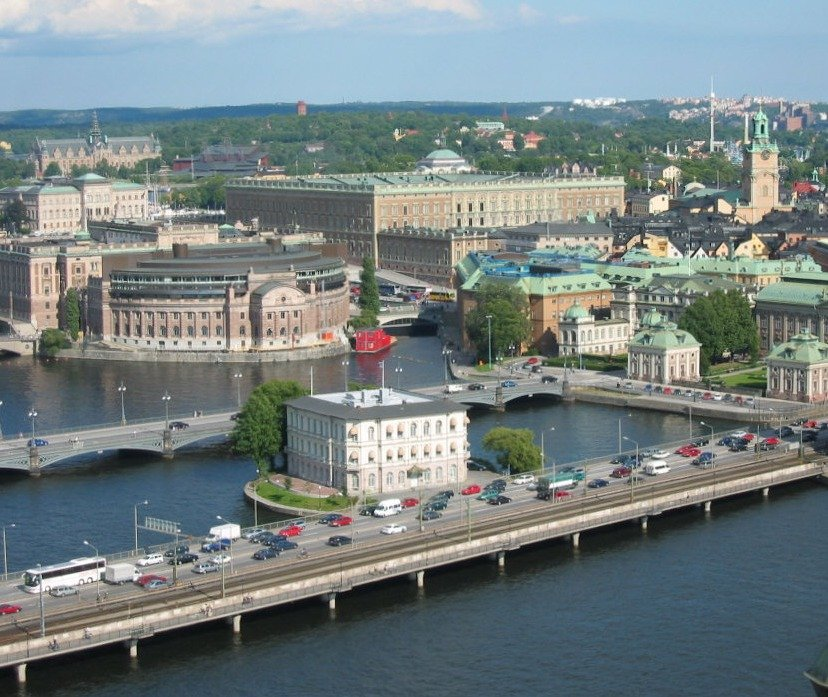
Die Nordbrücke

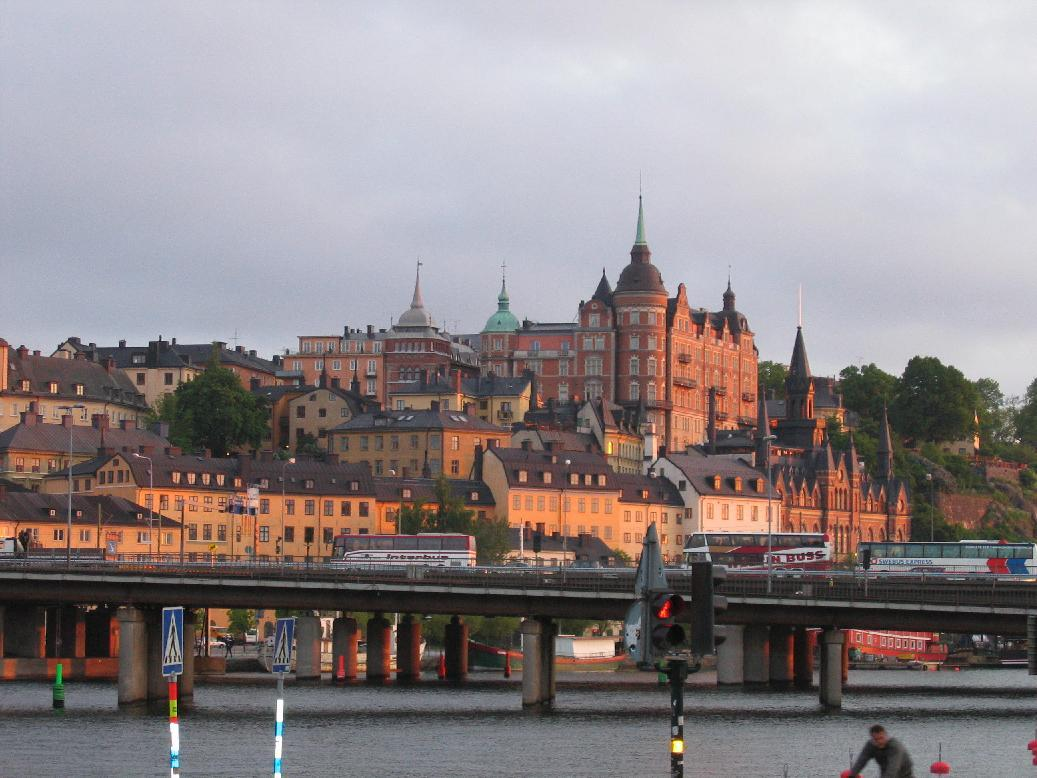
Die Südbrücke

Die Centralbron ist etwa 1200 Meter lang und führt über den Söderström und den Riddarfjärden. Die Kapazität der Brücke liegt bei etwa 130.000 Fahrzeugen täglich. Auf Gamla Stan verläuft die Brücke in unmittelbarer Nähe vieler historische Gebäude vorbei, beispielsweise an der Riddarholmskirche und dem Riddarhuset.

## Geschichte
Die ersten Pläne für eine Brücke namens „Centralbron“ gab es im ersten Jahrzehnt des 20. Jahrhunderts. Viele Pläne wurden verworfen, der endgültige Plan wurde 1928 zum Bau der Brücke getroffen. In den 1930er Jahren wurde die Notwendigkeit einer neuen Brücke immer größer, die westlich von Gamla Stan entlangführen sollte. Der Knotenpunkt im Süden Slussen sowie die Västerbron wurden schon 1935 eröffnet.

## Eisenbahnbrücke
Parallel zur Fahrzeug-Brücke verläuft die Eisenbahnbrücke bestehend aus einer südlichen und einer nördlichen Brücke (Södra och Norra järnvägsbron), die zum Stockholmer Hauptbahnhof führt. Im Laufe der Jahre war die Kapazität der Bahnbrücke erschöpft und es wurde über eine Verbreiterung um ein weiteres Gleis nachgedacht, dies stieß jedoch bei den Einwohnern auf Kritik, weil sie das historische Bild der Stadt zum Nachteil verändert sahen. Aus diesem Grund wurde der Bau eines Eisenbahntunnels Citybanan beschlossen, der am 10. Juli 2017 in Betrieb genommen wurde. Damit erhöht sich die Zugkapazität. Die Kosten beliefen sich auf 17 Milliarden schwedische Kronen.

## Nordbrücke
Für die Nordbrücke wurde 1961 mit dem Bau begonnen, die Eröffnung erfolgte am 3. September 1967. Sie hat eine Länge von 246 Metern und ist 22,3 Meter bereit. Auf der Höhe mit schließt sie an die Südbrücke an, im Norden macht sie eine scharfe Kurve und verläuft über die Gleise des Stockholmer Hauptbahnhofs und führt dann als normale Straße weiter in den Blekholmstunneln, der westlich des Hauptbahnhofs verläuft.
Bis Mitte der 60er Jahre verlief die Brücke am Hauptbahnhof auf Straßenniveau, weshalb ein beschrankter Bahnübergang kurz vor dem Bahnhof existierte, an dem es aber regelmäßig zu langen Staus kam. Aus diesem Grund wurde die Brücke aufgeständert und verlief von da an oberhalb der Gleise, was den Verkehrsfluss stark verbesserte.

## Südbrücke
Die Brücke sollte eigentlich schon in den 1930er Jahren gebaut werden, der Zweite Weltkrieg verzögerte jedoch das ganze Projekt, der Bau begann dadurch erst 1950. Schließlich wurde die Südbrücke am 16. Juni 1959 eingeweiht. Sie ist 189 Meter lang und 21,3 Meter breit. Am südlichen Ende mündet sie in den 1991 eröffneten Söderledstunneln.